# Dioptis impleta
Dioptis impleta är en fjärilsart som beskrevs av W. Warren 1900. Dioptis impleta ingår i släktet Dioptis och familjen tandspinnare. Inga underarter finns listade i Catalogue of Life.